# Hino do Partido Bolchevique
O Hino do Partido Bolchevique (em russo: Гимн партии большевиков; romaniz.: Gimn Partii Bol'ševikov) da União Soviética, foi o hino de 1939 do partido que mais tarde ficaria conhecido como Partido Comunista da União Soviética. O texto do hino foi escrito por Vasily Ivanovich Lebedev-Kumač, enquanto a melodia, mais tarde usada também para o hino da União Soviética e o hino da Federação Russa, foi composta por Aleksandr Aleksandrov.

## História
O hino foi executado pela primeira vez em 1939, no XVIII Congresso do Partido Comunista de toda a União (Bolchevique) com o título de Canção do Partido (em russo: Песня о Партии, Pesnja ou Partii). Após a execução solene, Stalin aconselhou mudar o nome da composição para Gimn Partii Bol'ševikov. O hino tornou-se tão popular que foi tomado como base para o hino da União.
| Russo | Transliteração | Português |
| --- | --- | --- |
| Страны небывалой свободные дети, Сегодня мы гордую песню поём О партии самой могучей на свете, О самом большом человеке своём. ПРИПЕВ: Славой овеяна, волею спаяна, Крепни и здравствуй во веки веков, Партия Ленина, партия Сталина, Мудрая партия большевиков! Страну Октября создала на земле ты, Могучую Родину вольных людей. Стоит как утёс государство Советов, Рождённое силой и правдой твоей. ПРИПЕВ Изменников подлых гнилую породу Ты грозно сметаешь с пути своего. Ты гордость народа, ты мудрость народа, Ты сердце народа и совесть его. ПРИПЕВ И Маркса и Энгельса пламенный гений Предвидел коммуны грядущий восход. Дорогу к свободе наметил нам Ленин И Сталин великий по ней нас ведёт. ПРИПЕВ | Strany nebyvaloy svobodniye deti, Segodnya my gorduyu pesnyu poyom O partii samoy moguchey na svete, O samom bol’shom cheloveke svoyom. Pripyev: Slavoy oveyana, voleyu spayana, Krepni i zdravstvuy vo veki vekov Partiya Lenina, partiya Stalina Mudraya partiya bol’shevikov! Stranu Oktyabrya sozdala na zemlye ty Moguchuyu Rodinu vol’nykh lyudey. Stoit kak utyos gosudarstvo Sovetov, Rozhdyonnoye siloy i pravdoy tvoyey. Pripyev Izmennikov podlykh gniluyu porodu Ty grozno smetayesh’ s puti svoyego. Ty gordost’ naroda, ty mudrost’ naroda, Ty serdtse naroda i sovest’ yego. Pripyev I Marksa i Engel’sa plamennyi geniy Predvidel kommuny gryadushchiy voskhod. Dorogu k svobode nametil nam Lenin I Stalin velikiy po ney nas vedyot. Pripyev | Crianças livres de um estado sem precedentes, Hoje cantamos orgulhosos nosso hino Que fala sobre o mais poderoso partido em todo o mundo, Sobre o nosso eterno guia. Refrão Envolvido com glória, com nós Crescerá e viverá eternamente O partido de Lênin, o partido de Stálin És o Partido Bolchevique! O país da Revolução de Outubro fora por ti criado, A pátria do povo livre. Nosso estado soviético, indestrutível, Nasceu pelo poder e pela verdade. Refrão Podres as raças de baixas traições Tiraremos ela do caminho És o orgulho do povo, a sabedoria, O coração dele e sua consciência. Refrão Marx e Engels eram gênios, Previram o grande apogeu da comuna Camarada Lênin traçou a rota da liberdade E o grande Stálin nos guia através dela. |